# Руденко Євген Іванович
Євге́н Іва́нович Руде́нко (25 січня 1977, Чернеччина Охтирський район Сумської області  — 13 серпня 2014, Білоярівка Амвросіївського району Донецької області) — старший лейтенант Збройних сил України, учасник російсько-української війни.

## Життєвий шлях
Народився 1977 р. в селі Чернеччина (Охтирський район Сумської області); закінчив Чернеччинську загальноосвітню школу 1993-го. У збройних силах з 1990-х років. Закінчив Харківське військове танкове училище, служив у 17-й танковій бригаді військової частини А3283 (Кривий Ріг). Останні 2 роки — у 28-й механізованій бригаді військової частини А0666 в Одеській області.
Командир танкового взводу 28-ї окремої механізованої бригади. З літа 2014 року брав участь у боях на сході України.
13 серпня 2014-го поблизу села Білоярівка (Амвросіївський район) біля мосту танк потрапив у засідку, його обстріляли терористи з РПГ. Через пошкодження танк пішов юзом і впав у річку. Євгенові Руденку не вдалося вибратися, він потонув. Затонулий танк залишився на території, що контролюється терористами, і тіло довго не могли звідти вивезти.
Поховали Євгена 6 жовтня 2014 року на кладовищі селища Всебратське під Кривим Рогом.
Залишилися дружина та двоє маленьких синів.

## Нагороди та вшанування
За особисту мужність і героїзм, виявлені у захисті державного суверенітету та територіальної цілісності України, вірність військовій присязі під час російсько-української війни, відзначений — нагороджений
- орденом Богдана Хмельницького III ступеня (15.5.2015, посмертно)
- Вшановується 13 серпня на щоденному ранковому церемоніалі вшанування українських захисників, які загинули цього дня в різні роки внаслідок російської збройної агресії[1].
- Його портрет розміщено на меморіалі «Стіна пам'яті полеглих за Україну» в Києві: секція 2, ряд 5, місце 31.
- Почесний громадянин міста Кривий Ріг (посмертно).
- На фасаді Чернеччинської загальноосвітньої школи відкрито меморіальну дошку його честі.